# Justice
Justice — французский хаус дуэт, состоящий из Ксавье де Росне и Гаспара Оже, основанный в 2003 году.

## История

### Ранние работы, ремиксы и Ed Banger (2003—2006)
Свою популярность и значимое место в музыкальной индустрии они получили благодаря своему необычному отношению к музыке. С самого начала парни хотели писать поп-музыку. Так и получилось. Впервые они заявили о себе на конкурсе ремиксов. Их ремикс на песню группы Simian «Never Be Alone» не помог победить в конкурсе. Однако, несмотря на этот факт, их заметил владелец лейбла Ed Banger Records — Педро Винтер (также известный как Busy P). Они начали выступать в качестве диджей-дуэта на разных вечеринках Ed Banger Records, и после начали делать ремиксы на различных исполнителей, таких как: Franz Ferdinand, Fatboy Slim, Ленни Кравиц, Бритни Спирс и других.

### Cross, популярность (2007—2010)
11 июня 2007 года вышел дебютный альбом дуэта † (Cross), состоящий из 12 треков. Предварительно выпустив сингл «D.A.N.C.E.» и клип к нему, в работе над которым принимали участие — арт-директор лейбла Ed Banger — So Me (граф. рисунки) и дуэт видеовиртуозов из Франции — Jonas & Francois. Другими синглами из альбома стали «DVNO», «Stress» и «Phantom Pt. II», к каждому из которых также было выпущено музыкальное видео в 2008 году. Показ клипа «Stress» официально запретили из-за большого количества сцен насилия.
В июле 2008 года Justice написали саундтрек для дефиле коллекции Dior Homme Spring-Summer 09 Collection, позднее выпущенный в качестве мини-альбома Planisphere на странице дуэта в соцсети MySpace. Это единый трек, разделённый на 4 части и общей продолжительностью 17 минут.
24 ноября 2008 года вышел документальный фильм «A Cross the Universe», описывающий гастрольную деятельность дуэта Justice в поддержку первого альбома. В съёмках создании фильма принимали участие Ромен Гаврас и So Me.

### Audio, Video, Disco.(2011—2014)
В марте 2011 года вышел первый сингл «Civilization» из нового альбома Audio, Video, Disco., позднее ставший своеобразным гимном рекламной кампании Adidas, прозвучав в ролике компании «Все с нами».

### Woman(2014—2018)
В ноябре 2016 года у дуэта вышел третий альбом Woman.

### Hyperdrama(2018—2024)
В апреле 2024 года вышел альбом Hyperdrama, который позже занял 1 место в чарте Billboard Dance/Electronic Albums.

## Дискография

### Студийные альбомы
- 2007: †
- 2011: Audio, Video, Disco.
- 2016: Woman
- 2024: Hyperdrama

### Концертные альбомы
- 2008: A Cross the Universe
- 2013: Access All Arenas

### Ремикс-альбомы
- 2018: Woman Worldwide (WWW)

### EP
- 2005: Waters of Nazareth
- 2006: We Are Your Friends (vs Simian)
- 2007: Phantom
- 2007: D.A.N.C.E.
- 2008: DVNO
- 2008: Planisphère
- 2011: Civilization (6 июня 2011)
- 2011: Audio, Video, Disco. (26 сентября 2011)
- 2012: On’n’On (30 января 2012)
- 2012: New Lands (25 июня 2012)
- 2013: Helix (7 января 2013)
- 2024: One Night/All Night | Generator (24 января 2024)

### Синглы
- «Waters of Nazareth» (2005)
- «Phantom» (2007)
- «D.A.N.C.E.» (23 апреля 2007)
- «DVNO» (19 мая 2008)
- «Tthhee Ppaarrttyy» (9 февраля 2009)
- «Civilization» (4 апреля 2011)
- «Audio, Video, Disco» (19 сентября 2011)
- «On’n’On» (30 января 2012)
- «Safe and Sound» (13 июля 2016)
- «Randy» (14 сентября 2016)